# Santa Engracia del Jubera
Santa Engracia del Jubera is een gemeente in de Spaanse provincie en regio La Rioja met een oppervlakte van 86,07 km². Santa Engracia del Jubera telt 169 inwoners (1 januari 2016).

## Demografische ontwikkeling
Bron: INE, 1857-2011: volkstellingen
Opm.: In 1857 werd de El Collado een zelfstandige gemeente; in 1877 werd El Collado opnieuw aangehecht